# STS-123
STS-123 (Space Transportation System-123) var rumfærgen Endeavours 21. mission, opsendt d. 11. marts 2008 og vendte tilbage d. 27. marts 2008.
Hovedformålet med missionen var at rumfærgen medbragte det første modul af det japanske rumlaboratorium Kibō (ELM – Experiment Logistics Module) og den canadiske robotarm Dextre (Special Purpose Dexterous Manipulator) til Den Internationale Rumstation.
Opsætningen af Kibō fuldføres først på mission STS-127 i 2009 hvor det tredje delmodul medbringes.
Fem rumvandringer blev fuldført på missionen der varede i næsten 16 døgn, den hidtil længste rumfærge mission.
STS-123 var den 30. rumfærgeopsendelse om natten og den 22. natlanding.
Der er høj aktivitet i rummet før, under og efter STS-123's mission.
- Endeavours STS-123 mission forventes at vare fra 11. marts til 27. marts.
- ATV fartøjet Jules Verne fra ESA blev opsendt fra Kourou i Fransk Guyana 9. marts klokken 05:03 dansk tid, skal kobles til rumstationen kort efter Endeavours afgang fra rumstationen.
- Det russiske fragtfartøj Progress M-63 (28P) med planlagt afgang fra rumstationen d. 7. april.
- Det russiske Sojuz TMA-12 (16S) fartøj med planlagt opsendelse fra Bajkonur-kosmodromen i Kasakhstan d. 8. april og forventes at kobles til rumstationen d.10. april.

Endeavour og Sojuz er bemandede fartøjer, mens Progress og ATV er ubemandede transportfartøjer.
Det er højst usædvanligt at så mange rumfartøjer har afgang og ankomst til Den Internationale Rumstation indenfor så snævert et tidsrum. Det er ATV-fartøjets første tur i rummet og det kan være forbundet med lidt usikkerhed- der er afsat ekstra dage til at afprøve manøvrer i sikker afstand af rumstationen.
Efter missionen skal Endeavour klargøres til at være redningsfartøj for Atlantis på mission STS-125. På denne mission skal Atlantis besøge Hubble-rumteleskopet og redningsfartøjet skal være klar i tilfælde af problemer. Redningsfartøjer benyttes til missioner der ikke besøger Den Internationale Rumstation.

## Besætning
- Dominic Gorie (kaptajn)
- Gregory Johnson (pilot)
- Robert Behnken (1. missionsspecialist)
- Michael Foreman (2. missionsspecialist)
- Richard Linnehan (3. missionsspecialist)
- Takao Doi (JAXA) (4. missionsspecialist)

Opsendes:
- Garrett Reisman – ISS Ekspedition 16 – 4. del

Hjemflyvning:
- Léopold Eyharts (ESA) – ISS Ekspedition 16 – 3. del

## Missionen
- Kibō. Japanese Experiment Module (JEM). Kibō betyder håb.

### 11. marts
Opsendelsen d. 11. marts 2008 klokken 07:28 dansk tid (2:28 i Florida). Der blev rapporteret om ubetydelige problemer efter start.

### 12. marts
Indsamling af data om tilstanden af rumfærgens varmeskjold hvor fartøjets forlængede robotarm tager billeder af rumfærgens udvendige side. Kort før sammenkoblingen med ISS fotograferes rumfærgens underside af besætningen på ISS, rumfærgen foretager en såkaldt "flip-manøvre".
Billederne sendes til Jorden for at blive analyseret af eksperter. Der går flere dage før det kan siges med sikkerhed om varmeskjoldet har taget skade. De foreløbige oplysninger er at der var noget nedfald under opsendelsen, men det er endnu uvist om udgør det problem når rumfærgen skal genindtræde i Jordens atmosfære ved missions afslutning.

### 13. marts
Endeavour sammenkobles med ISS klokken 5:20 dansk tid.
1. Rumvandring udført af Richard Linnehan og Garrett Reisman (påbegyndte sen aften og afsluttede 14. marts – dansk tid).
På rumvandringen påbegyndtes opsætningen af Dextre.

### 14. marts
Last flyttes fra Endeavour til ISS.

### 15. marts
2. Rumvandring udført af Richard Linnehan og Michael Foreman (påbegyndte sen aften og afsluttede 16. marts – dansk tid).
- På rumvandringen fortsættes opsætningen af Dextre.

### 16. marts
Last flyttes fra Endeavour til ISS.

### 17. marts
3. Rumvandring udførtes af Richard Linnehan og Robert Behnken (påbegyndte sen aften og afsluttede 18. marts – dansk tid).
- Materials International Space Station Experiment (MISSE) forsøges flyttes til Columbusmodulet, flytningen mislykkedes og udskydes til den 5. Rumvandring.
- Sidste opsætning af Dextre på denne mission, resten af opsætningen skal færdiggøres på mission STS-124.

### 18. marts
Aktiviteter med robotten Dextre. Hviledag for rumfærge-besætningen.

### 19. marts
Hviledag.

### 20. marts
4. Rumvandring udført af Robert Behnken og Michael Foreman.
- Forsøg med ny metode til reparation af varmeskjold.

### 21. marts
Sidste inspektion af varmeskjoldet med rumfærgens særlige robotarm Orbiter Boom Sensor System (OBSS).

### 22. marts
5. Rumvandring udført af Robert Behnken og Michael Foreman.
- Rumfærgens særlige robotarm Orbiter Boom Sensor System (OBSS) afmonteres og placeres på ISS.

- Materials International Space Station Experiment (MISSE) flyttes til Columbusmodulet.

### 23. marts
Hviledag.

### 24. marts
Endeavour frakobling fra ISS forberedes, dørene lukkes mellem rumfærgen og ISS med rumfærgebesætningen om bord på Endeavour.
Endeavour frakobling fra ISS var planlagt til 00.56 dansk tid, frakoblingen skete 01.30 dansk tid. (påbegyndte sen aften og afsluttede 25. marts – dansk tid).

### 25. marts
Forberedelser til genindtræden i Jordens atmosfære.

### 26. marts
Forventet landing på Kennedy Space Center 00.04 dansk tid. (påbegyndte sen aften og afsluttede 27. marts – dansk tid).

### 27. marts
Endeavour landede sikkert et par timer efter det planlagte tidspunkt. Stikflammer slikkede op ad halen på Endeavour efter landingen. Dette er normalt, men var særligt dramatisk i nattemørket. Rumfærgens tre hjælpeaggregater producerer hydraulisk tryk til rorfladerne og understellet under tilbageflyvningen. De drives af hydrazin der dog ikke brændes. Hydrazinen overgår til gasform ved hjælp af en katalysator på pulverform og bliver 927 °C varm. Hjælpeaggregaterne drosler ned 5 minutter efter landingen og gav stikflammerne, der er svære at se ved landinger om dagen.

- STS-123 opsendelsen.
- Garrett Reisman på første rumvandring.
- Richard Linnehan og Michael Foreman på anden rumvandring.
- Richard Linnehan på tredje rumvandring.
- Robert Behnken på fjerde rumvandring.
- Michael Foreman på femte rumvandring.
- ISS efter STS-123
- ISS efter STS-123 med kommende komponenter.

Hovedartikler: